# Новичихина, Лидия Ивановна
Лидия Ивановна Новичихина (ур. Юркевич; 1934, Сергеевичи, Пуховичский район — 21 декабря 2020) — белорусский травовед-врач, специалист по техническому черчению. Автор книг про лекарственные растения, по фитотерапии и растениеводству, а также справочных и учебных пособий по черчению. Кандидат технических наук.

## Биография
Родилась в деревне Сергеевичи Пуховичского района Минской области в 1934 году.

### Семья
Отец, Иван Кондратьевич, был лесником, дядя — Константин Кондратьевич — фельдшером. По просьбе отца-лесника они с сёстрами собирали травы и сдавали в аптеку. Отец же дал первые знания о травах. Ещё один дядя — Иван Данилович Юркевич — известный ученый-лесовод, академик-геоботаник, заслуженный деятель науки БССР, автор книги про лекарственные растения Беларуси, помог получить научные знания.

### Профессиональная карьера
Преподавала в Политехническом институте в Минске техническую геометрию, начертательную геометрию, автор множества учебников по своей специальности.

### Популяризация фитотерапии и ботаники
Лидия Ивановна часто выступала на телевидении, выпустила много книг по фитотерапии, опубликовал более 300 статей в газетах и журналах, а также организовала в Республиканском Дворце культуры ветеранов клуб «Девясил», где более 20 лет подряд читала лекции по фитотерапии, в том числе — и на природе, показывая, как и где растут лекарственные травы.

## Избранная библиография
- Справочник по техническому черчению / Л. И. Новичихина. — Минск : Выш. шк., 1976. — 239 с. : ил.
- Техническое черчение : (справ. пособие) / Л. И. Новичихина. — Минск : Выш. шк., 1983. — 222 с. : ил.
- Целебная сила пищевых растений / Л. И. Новичихина. — Минск : Смэлток, 2011. — 300 с., [14] л. цв. ил. : табл. ; 20 см. — 800 экз. — ISBN 978-985-6998-01-3
- Азбука лекарственных растений / Л. И. Новичихина. — Минск : Конфидо, 2008. — 223, [1] с., [14] л. цв. ил. : табл. ; 22 см. — 1000 экз. — ISBN 978-985-677-11-3
- Целебная сила дикорастущих растений / Л. И. Новичихина. — Минск : Смэлток, 2014. — 313, [4] с., [14] л. цв. ил. : ил., табл. ; 20 см. — 750 экз. — ISBN 978-985-6998-37-2